# ヴァシリー・ヴァシリエヴィチ (ヤロスラヴリ公)
ヴァシリー・ヴァシリエヴィチ（ロシア語: Василий Васильевич、1339年? - 1380年?）は歴代ヤロスラヴリ公のうちの一人である。在位：1345年 - 1380年?
ヤロスラヴリ公ヴァシリー(ru)（ヴァシリー・グロズヌィエ = オーチ）の長男として生まれ、父の死後ヤロスラヴリ公位を継いだ。ルーシの年代記（レートピシ）には、ヴァシリー治世期の1364年にペストが発生したこと。また1372年にはヤロスラヴリがウシュクイニク(ru)（ノヴゴロドの支配階級に属する従士団で、しばしば略奪を行った）に襲撃されたことが記されている。1375年、モスクワ大公ドミトリー・ドンスコイによるトヴェリへの遠征に参加した。また、いくつかの資料によれば、1380年のクリコヴォの戦いではモスクワ大公国軍の、左翼の一部隊を率いたとされる。
ヴァシリーの没年は明らかではない。その死後、息子たちのうちイヴァン(ru)、ついでフョードルがヤロスラヴリ公国を継ぎ、セミョーンはノヴレンスコエ公国(ru)を、ドミトリー(ru)はザオゼリエ公国(ru)を分割継承した。